# Малешево
 Тази статия е за историко-географската област.  За планината вижте Малешевска планина.  За залива в Антарктика вижте Малешево (залив).
Малешево, Малешевия или Малешевско (понякога Малешово и Малешовско, рядко Малеш) е историко-географска област в югоизточната част на Северна Македония.

## География
Областта Малешево представлява малка котловина по горното течение на река Брегалница, оградена от изток от планините Малешевска и Влахина, от север от планината Голак, Беаз тепе и Кадийца (Огреяк или Буковик), от запад от планината Плачковица и от юг от Огражден. Котловината е на надморска височина от около 700 метра и има повърхност от 192 квадратни километра.

## Селища
Южната част на Малешево обхваща територията на Община Берово (с изключение на село Дворище), а северната по-голямата част от територията на Община Пехчево. Център на Малешево са градчетата Берово и Пехчево, а в областта освен тях влизат още 12 села: Будинарци, Владимирово, Мачево, Митрашинци, Ратево, Русиново, Смоймирово от Община Берово и Негрево, Робово, Умлена и Чифлик от Община Пехчево.

## История
Първото споменаване на Малешево е в грамота на император Василий II Българоубиец от 1019 година, в която на епископа на Моровизд (днешното село Мородвис) се признава правото да има в Моровизд, в Козяк, в Славище, в Еленово, в Луковица, Пиянец и Малешево 15 клирици и 15 парици. За град Малешево споменава в своята „География“ и прочутият арабски географ от XII век Ал Идриси, според който в покрайнината Малешево (по течението на река Брегалница) през XI—XII в. има много овощни дървета, прекрасни градини и много земеделски култури. 
По време на Османското владичество част от населението на Малешево е ислямизирана. Малешево е единствената част от Македония, която взима участие в българското революционно движение от 1876 година с Разловското въстание, ръководено от Димитър Беровски.
През 1893 година в Малешево прониква сръбската пропаганда, но християнските села в областта остават под върховенството на Българската екзархия. Според сръбския войвода Василие Тръбич, въпреки наличието на сръбски училища, в края на XIX и началото на ХХ век, малешевци са „отровени българи“.
През 1904 година войвода на ВМОРО в Малешевско е Михаил Чарлински.
Заливът Малешево на остров Ливингстън, Южни Шетландски острови е наименуван в чест на областта Малешево.

## Етимология
Според професор Йордан Иванов етимологията на Малешево е трако-илирийска и може да се свърже с албанското Малесия, което означава планинска земя или с думата малези, което означава черна планина.